# San Miguel (Putumayo)
San Miguel is een gemeente in het Colombiaanse departement Putumayo, aan de grens met Ecuador. De gemeente telt 15.245 inwoners (2005). De belangrijkste economische activiteit in de gemeente is de productie van olie. Daarnaast worden landbouwproducten als cacao, pepers, bananen, yuca, maïs en rijst verbouwd.
Colón · Mocoa · Orito · Puerto Asís · Puerto Caycedo · Puerto Guzmán · Puerto Leguízamo · San Francisco · San Miguel · Santiago · Sibundoy · Valle del Guamuez · Villagarzón